# Guerre économique
 (septembre 2020).

« Une inégale intégration des territoires dans la mondialisation ».

La guerre économique est un concept polysémique qui désigne généralement l'ensemble des modes de conflictualité entre les agents économiques au sein d'un ou plusieurs systèmes économiques. Le concept recouvre également l'utilisation de la guerre dans un but économique. Il est utilisé en science politique et en histoire.

## Concept

### Origine mercantiliste
Le concept de guerre économique est utilisé, dans un premier temps, par des historiens. Des médiévistes, comme Paul Murray Kendall et Jean Favier, l'utilisent pour décrire l'enchevêtrement des tensions économiques et militaires durant le Moyen Âge. Le terme fait son apparition dans le champ de la science politique afin de caractériser de manière plus fine la composante économique des guerres, et le rôle de la volonté de contrôle de ressources dans le déclenchement de guerres.
La guerre économique a longtemps été rattachée à une optique mercantiliste. Dans cette perspective, la guerre économique désigne le mode normal de relations internationales, où des économies concurrentes utilisent le jeu des échanges internationaux pour capturer un maximum de ressources. Le mercantilisme soutient alors que la guerre économique est un jeu à somme nulle.

### Utilisation critique
Le concept a été fortement utilisé par les marxistes dans le cadre de leurs théories de l'économie et des relations internationales. Toutefois, la guerre économique n'apparaît nulle part de manière directe sous la plume de Karl Marx ni sous celle de Vladimir Ilitch Lénine. Immanuel Wallerstein base sa théorie du système-monde sur une réflexion sur les conflictualités ayant pour finalité un accroissement de la richesse. Les penseurs de l'impérialisme ont également mobilisé le concept. Jean Tulard a ainsi abordé les politiques économiques de Napoléon Bonaparte sous l'angle de la guerre économique en écrivant que le blocus continental était une « machine de guerre économique contre l'Angleterre ».

### Conceptualisation moderne
La guerre économique fait aussi référence à la composante économique de la guerre, c'est-à-dire à l'ensemble des stratégies, souvent relatives à la théorie de l'approche indirecte, qui peuvent être mises en œuvre pendant un conflit armé afin de la gagner ou de donner un avantage décisif via des moyens économiques,. François-Georges Dreyfus a par exemple écrit, au sujet de la Première Guerre mondiale, que Walther Rathenau avait employé des méthodes de guerre économique afin de donner un avantage à l'Allemagne (« En 1914, Rathenau devient le directeur de l'Office des matières premières, ce qui lui permet de diriger toute la guerre économique »).
Fanny Coulomb remarque qu'un acte de guerre économique, s'il a vocation à donner un avantage à celui qui l'opère, n'est pas nécessairement antithétique à un affaiblissement de l'opérateur. Ainsi, une action de guerre économique peut « affaiblir [...] l’autre partie, même au détriment de ses propres avantages économiques », dès lors qu'une analyse coût-avantage permet de déterminer que l'action est plus favorable à l'un qu'à l'autre.
Le terme est parfois utilisé pour désigner la concurrence féroce entre des entreprises cherchant à accroître leurs parts de marché dans un même secteur. Certains auteurs considèrent toutefois cette utilisation comme relevant de l'abus de langage, soutenant que toute concurrence dans un libre marché est nécessairement conflictuelle. Pour Fanny Coulomb, ainsi, « parler de « guerre » économique à propos de l’affrontement entre deux entreprises concurrentes constitue aussi un « abus » de langage, qui laissera alors supposer que toute compétition s’apparente à la guerre ». D'autres remarquent que certaines pratiques illégales, telles que l'espionnage industriel, relèvent de la guerre économique en ce qu'elles ne peuvent être considérées comme le fonctionnement normal du marché.

## Historique

### Mercantilisme et guerre économique
Si le concept de « guerre économique » est longtemps resté flou, et ne peut voir son origine être attribuée à aucune école de pensée spécifique, les mercantilistes font partie des premiers, en Occident, à conceptualiser l'économie d'une manière belliciste. C'est cette conception de la politique économique qui domine du XVIe au XVIIIe siècle. Même avant la conceptualisation du mercantilisme comme doctrine de politique économique, le roi Louis XI met en place une politique de guerre économique contre Gênes en interdisant les marchands de s'y rendre, et contre le gouvernement de l'Église catholique en suspendant le paiement de l'annate afin d'exercer une pression sur icelui.
Cette période est marquée par une montée de la puissance maritime du Royaume-Uni et des Provinces-Unies, qui cherchent à développer de nouvelles règles économiques qui leur soient plus favorables, alors que les puissances d'Europe du Sud (Espagne et Portugal) bénéficiaient d'un monopole commercial avec l'Amérique à la suite du traité de Tordesillas de 1494. Les enjeux de puissance liés à l'économie et au commerce sont tels que, après la création de la Compagnie anglaise des Indes orientales par l'Angleterre en 1600, puis la riposte des Provinces-Unies avec la Compagnie néerlandaise des Indes orientales en 1602, la France réagit par la création de la Compagnie française des Indes orientales en 1664.
Le mercantilisme est d'autant plus nécessaire sous la forme d'une guerre économique que, à la suite des écrits de Nicolas Machiavel, beaucoup d'auteurs voient en l'économie et l'accroissement des richesses la clef du maintien au pouvoir du Prince. Michel Beaud écrit par exemple, dans son Histoire du capitalisme de 1500 à 2000, qu'« il faut assurer la richesse du Prince, pour lui, mais aussi pour financer les guerres incessantes ». Comme l'écrit le mercantiliste français Antoine de Montchrestien en 1615, « il est impossible de faire la guerre sans hommes, d’entretenir des hommes sans soldes, de fournir à leur solde sans tributs, de lever des tributs sans commerce ». Jean-Baptiste Colbert, lui, affirme que « les compagnies de commerce sont les armées du roi, et les manufactures sont ses réserves ».
Les tensions qui en résultent rendent nécessaire la codification des relations entre les puissances, ce qui conduit le juriste néerlandais Hugo Grotius à fonder le droit international écrit à partir de jurisprudence, de principes religieux et philosophiques.

### Croissance et guerre économique auXIXesiècle
L'idée de la guerre économique comme facteur de croissance économique, et non seulement d'enrichissement du souverain, est développée par les mercantilistes et est reprise au XIXe siècle. Cette idée incite les dirigeants des grands pays riches à mener des actions de guerre économique dans le but de maximiser leur croissance. Ainsi, lorsque l’Empire britannique fait face à une balance commerciale déficitaire avec la Chine, il s'associe à différentes nations occidentales, déclare la guerre à l'Empire chinois et le contraint à acheter l’opium produit par les Britanniques, tout en cédant des ports et des concessions commerciales à diverses puissances.
Les résultats de ses guerres économiques se traduisent en Traités inégaux imposés à des pays sous la menace militaire de puissances étrangères au nom du libre-échange.
Pour gagner la guerre économique, les mercantilistes préconisent l’expansion militaire, non contre les puissances adverses uniquement, mais contre des nations tierces. Afin de limiter la dépendance vis-à-vis des marchands étrangers, il est nécessaire d’annexer les territoires qui fourniront les richesses dont la métropole ne dispose pas. Les mercantilistes préconisent donc l’expansion coloniale.

### Intensification de la guerre économique
Les guerres économiques connaissent une intensification du fait des possibilités apportées par la mondialisation et notamment sa composante économique dans le cadre des affrontements entre États et entre entreprises. Christian Harbulot fait remarquer que la dislocation de l'URSS et la fin de la Guerre froide ont permis de remplacer les conflits militaires par proxys à des conflits économiques, plus « doux » en termes de morts.
Le rapport Anteios de 2010 sur la guerre économique remarque que, dans le cadre de la mondialisation, « la puissance rime avant tout pour un État avec sa capacité à modifier les conditions de la concurrence, à transformer le contexte économique à son profit afin de conserver des emplois, à s’assurer de sa domination technologique, commerciale, économique et, partant, politique ». Il met l'accent sur le besoin des États à créer une souveraineté économique afin de parer à des chocs d'approvisionnement brutaux.

## Méthodes et outils

### Manipulation d'informations
La guerre de l'information est le point commun de la plupart des méthodes employées aujourd'hui (lobbying, normalisation, social learning…) pour acquérir une supériorité économique. Les batailles liées à l'information se déroulent dans deux sens : acquisition de l'information (faire sienne une connaissance stratégique), ou diffusion de l'information (afin d'augmenter l'aire d'influence du pays, ou détruire un avantage comparatif). Un État peut mettre en œuvre une rétention d'information.
Ces conflits s'appuient sur les règles de propriété intellectuelle, mais aussi sur l'utilisation du cyber-espace. L'acquisition de l'information utilise en premier lieu les sources ouvertes (information blanche), c'est-à-dire le recueil d'informations disponibles en source ouverte sur les réseaux internet, et peut aller jusqu'aux sources fermées (information noire), en passant par l'information grise.
La meilleure méthode des entreprises pour se prémunir d'un pillage systématique est d'adopter une attitude prudente et non naïve, et de bâtir des réseaux extranet en accès restreint pour les communautés de pratique qui ne concernent que certaines parties prenantes de l'entreprise.

### Débauchage concurrentiel
Le débauchage concurrentiel consiste à essayer d'embaucher des employés d'entreprises concurrentes, dans le but de réduire la force de travail et le savoir-faire de l'entreprise concurrente et, grâce à l'employé débauché, de récupérer les méthodes de travail et les techniques de l'entreprise concurrente, grâce au savoir-faire de la personne embauchée.

### Blocus et blocage des routes commerciales
Les pratiques traditionnelles de la guerre économiques sont celles qui ont longtemps été utilisées, en temps de paix comme en temps de guerre, dans le but de donner un avantage économique, politique ou militaire à un État ou à une organisation commerciale. Les politiques de blocus en font partie, ainsi que le verrouillage des axes d’échanges et la protection des routes commerciales.

### Affaiblissement de l'appareil industriel et commercial
Un État peut mettre en avant les règles du libre-échange pour s'ouvrir des marchés. Il en est ainsi quand on impose des traités inégaux à des pays sous la menace militaire de puissances étrangères.
Les sanctions économiques, de toute nature affaiblissent un pays en limitant ses capacités commerciales. Ces pratiques peuvent être augmentées, en période de paix, par des embargos, qui assèchent les possibilités d'approvisionnement d'un pays.
L'affaiblissement, allant jusqu'à sa destruction, de l’appareil industriel d'un pays est une pratique de guerre économique, elle permet de miner la capacité du pays visé à se défendre.

### Rattrapage industriel et commercial
Un État inséré dans une guerre économique peut décider de combler un retard technologique, à la fois pour des raisons économiques et pour des raisons géopolitiques. Un gouvernement peut faire appel à ses services de renseignement afin qu'ils rendent possible un tel rattrapage grâce à des techniques de captation brutales, violentes et coercitives pour parvenir à leurs fins (interceptions de données, captation d’images satellites, survol de territoire, chantage, vol, coercition, corruption, écoutes illégales, etc.).

### Extraterritorialité du droit
L'extraterritorialité est la faculté pour une loi ou un ensemble de normes d'un pays à s'appliquer au-delà des frontières de son pays. Le principal droit extraterritorial du monde est celui des États-Unis (voir Extraterritorialité du droit américain), qui permet au gouvernement américain de poursuivre des entreprises non américaines à l’étranger, à condition qu’elles aient un lien avec les États-Unis. Ainsi, dès lors qu'une entreprise utilise le dollar américain, ou dispose d'une filiale sur le territoire américain, toute l'entreprise peut être jugée à l'aune du droit des États-Unis,. Des entreprises telles qu'Alcatel, Alstom, Technip, Total, la Société Générale et BNP Paribas ont reçu des amendes importantes de la part des États-Unis.
D'autres droits extraterritoriaux existent. L'extraterritorialité du droit européen est permise par plusieurs textes. Le droit français est, lui aussi, à certains égard, extraterritorial (Extraterritorialité du droit français).
En mars 2018, la loi extraterritoriale américaine CLOUD Act (Clarifying Lawful Overseas Use of Data Act) permet aux administrations des États-Unis, disposant d’un mandat et de l'autorisation d’un juge, d'accéder aux données hébergées dans les serveurs informatiques situés dans d’autres pays, au nom de la protection de la sécurité publique aux États-Unis et de la lutte contre les infractions les plus graves dont les crimes et le terrorisme. Elle pourrait permettre l’espionnage industriel, voire le vol de la propriété intellectuelle. Elle s'impose aux GAFAM (ex. : les données de santé françaises sont hébergées par Microsoft en Irlande) comme aux entreprises étrangères (ex. : OVH, Orange, Altice) ayant une activité aux États-Unis.

### Contrôle des investissements
En ce début de XXIe siècle, une démarche de protection du patrimoine économique des États s’inscrit dans une volonté gouvernementale qui se généralise au niveau mondial. Elle se concrétise par la création d'organes de contrôle des investissements étrangers ainsi que par la définition d’une stratégie économique. Elle s'inspire de ce qui a été développé depuis plusieurs décennies aux États-unis par la création du Comité pour l'investissement étranger aux États-Unis (CFIUS).
Le 16 mai 2014, à la suite de l'affaire Alstom, le décret no 2014-479 étend à de nouveaux secteurs de l'énergie, de l'eau, des transports, des télécommunications et de la santé publique les pouvoirs du décret no 2005-1739, qui portent sur la possibilité donnée au gouvernement de mettre un veto sur des investissements étrangers qui portent atteintes aux intérêts stratégiques,,,.
En vertu de ce décret, en 18 décembre 2020, la France a mis son veto, initiative rare, au rachat de Photonis, société spécialisée dans la vision nocturne pour les armées, par un groupe américain, Teledyne, au nom de la protection des intérêts stratégiques.
La Chine, dans la derrière partie du XXe siècle, a imposé pendant des décennies, lors de son développement économique, la création de coentreprises(joint ventures) aux entreprises multinationales qui voulaient investir sur son sol et cela a impliqué un partage de la propriété intellectuelle(ex. :Nokia Shanghai Bell).

### Contrôle des ressources stratégiques
C’est ce qui se produit à partir de 2006, par exemple, concernant la fourniture de terres rares dominée par la Chine. Des quotas d’exportations ont été établis, les licences d’exportations ont été restreintes, des taxes à l’exportation ont été établies. Ces mesures ont entraîné des délocalisations industrielles vers la Chine et ont accéléré les transferts de technologies permettant à la Chine de remonter dans la chaîne de valeur(ex. : les aimants aux terres rares).
Par exemple, début 2020, la stratégie de l’OPEP vise à contrer le pétrole de schiste américain. La Russie et les pays de l’OPEP, menés de fait par l’Arabie saoudite, se sont lancés dans une guerre des prix du pétrole par un prix bas visant à faire céder les producteurs de pétrole de schiste américain, dont les coûts d'extraction sont beaucoup plus élevés.

### Politique monétaire
La réduction de la valeur relative de la monnaie nationale rend les produits nationaux plus attractifs pour les non résidents et dissuade les résidents d'acheter des produits étrangers devenus plus chers (en monnaie nationale). On parle alors de dévaluation compétitive. En régime de changes flexibles, un gouvernement faire en sorte que la monnaie nationale se déprécie. Il peut donc y avoir une "dépréciation compétitive".
Les enjeux de ces « guerres monétaires » sont mis en évidence par l'exemple des États-Unis et de la Chine. Les États-Unis reprochent à la Chine de maintenir sa monnaie sous-évaluée. En retour les États-Unis sont soupçonnés de chercher à répondre par la dévaluation « involontaire » de leur monnaie. L’ensemble des États se retrouvent affectés par la « sous-évaluation » des monnaies des deux principaux acteurs économiques mondiaux.

### Diffusion socioculturelle
Les Etats-Unis, par l'intermédiaire de OMC, ont essayé à plusieurs reprises de faire de la culture un marché de services comme un autre, soumis aux règles commerciales du libre-échange. La France n'aurait pu faire appel à la notion d'exception culturelle si cette proposition avait été retenue.
La diffusion de films partout dans le monde permet de préparer le terrain aux implantations futures d'entreprises et rend plus facile l'installation de la domination économique.
En France, une politique de quotas de diffusion d'origine française ou européenne permet de préserver une industrie cinématographique face aux films venant des Etats-Unis qui sont déjà amorties.
Les centres et associations culturels soutenus par les États font partie des outils de diffusion de la pratique de la langue et des réussites des nations qui les promeuvent (Institut français, Alliance française, Institut Confucius, Centre culturel américain, British Council etc.).

### Actions d'influence
Les grandes puissances développent une stratégie d'influence pour en retirer des avantages économiques,, en particulier les États-Unis pour maintenir leur rang de 1re puissance économique, ainsi que la Chine pour tenter de le devenir (Nouvelle route de la soie).
L'influence s'exerce par l'intermédiaire de groupes de pression sur des décideurs (politiques, économiques souvent). Elle peut s'exercer directement par des interventions, parfois illégales comme le soudoiement, ou indirectement par le publipostage, la création de sites web, de communautés de pratique, de revues, d'articles orientés dans les journaux, de publicité, ou par d'autres formes de communication destinées à modifier l'opinion des destinataires.
L'influence est facilitée par le fait que les entreprises (souvent grâce à une fondation) s'adjoignent maintenant les services d'ONG sur les questions sociétales (environnement, droits de l'homme).
Les organisations non gouvernementales peuvent avoir une action de portée culturelle, économique et politique, au-delà de leurs objectifs humanitaires ou autres, sur les pays où elles sont implantées ou déployées. Elles peuvent être utilisées par les entreprises comme un moyen de s'introduire dans de nouveaux pays.
Cette pratique est fréquente dans le monde anglo-saxon (États-Unis, Canada, Royaume-Uni, Australie). L'emploi et la maîtrise de la langue anglaise comme langue véhiculaire sont des atouts.
Outre les ONG, les groupes de pression utilisent aujourd'hui des réseaux institutionnels comme ceux de la chambre de commerce internationale, le World Business Council on Sustainable Development, le Business Action for Sustainable Development, l'OCDE, l'OMC, le FMI, les sommets de la Terre. Ils s'appuient sur l'efficacité des comptes rendus écrits rédigés par certaines personnes ou réseaux qui participent aux sommets.
Les groupes de pression s'activent en terrain fertile dans la définition des nouvelles normes comptables IAS/IFRS qui intègrent dorénavant le capital immatériel.
Christian Harbulot et Jean Pichot-Duclos posent la question de l'indépendance des cabinets de conseil : « Est-il raisonnable de croire que les cabinets d'audit qui auscultent les entreprises, les cabinets de conseil qui fournissent les commissaires aux comptes, les sociétés de notation qui pèsent sur la Bourse, quasiment tous anglo-saxons, réussissent à éviter les interférences entre leur déontologie affichée et les manœuvres occultes de leur puissance de tutelle ? »

### Espionnage
L'espionnage économique, distinct de l'intelligence économique, vise le commerce et les grands projets internationaux ainsi que les plus grands groupes industriels ou des entreprises pointues dans leurs domaines. Il peut être mené par des gouvernements ou entreprises privées.
La surveillance électronique permet aux gouvernements en soutien à leurs entreprises d'espionner des entreprises privées étrangères afin, par exemple, de soumissionner lors d'un appel d'offres à un montant plus bas que la concurrence et ainsi être le moins disant, connaître à l'avance les tactiques de négociation des concurrents.
Les techniques d'espionnage industriel, comme le pillage technologique, en font partie. La recherche, fondamentale ou appliquée, est aussi ciblée sur les points de ruptures qui conduisent des recherches de laboratoires aux brevets, start-up et autres produits innovants.
Cet espionnage permet de transformer des connaissances, obtenues illicitement, en des avantages comparatifs. Ainsi, la NSA a ciblé en 2013 des adresses de messagerie de l'entreprise franco-américaine stratégique Alcatel-Lucent, qui œuvre dans le secteur sensible de l'équipement des réseaux de communication, ou encore Wanadoo, ancienne filiale d'Orange. Depuis février 2013, à l'aide du programme baptisé QuantumInsert, la NSA a réussi à pénétrer dans le réseau informatique gérant le câble sous-marin SEA-ME-WE 4 qui achemine les communications téléphoniques et internet depuis Marseille vers l'Afrique du Nord, les pays du Golfe et l'Asie.

## Critiques et débats

### Surestimation de la guerre économique
Les premiers critiques de l'idée de guerre économique furent les philosophes des Lumières. Critiquant le système mercantiliste, ils soulignaient la capacité du commerce international à rendre les relations entre les pays plus fluides et moins belliqueuses. Dans De l’esprit des lois, Montesquieu veut montrer que commerce et paix vont de pair, soulignant que « le commerce guérit des préjugés destructeurs ; et c’est presque une règle générale, que partout où il y a du commerce, il y a des mœurs douces [...] L’effet naturel du commerce est de porter à la paix ».

### Commerce comme jeu à somme positive
Pour les tenants du libéralisme économique, la prospérité des uns fait la prospérité des autres. La confrontation des intérêts égoïstes ou nationaux ne doit pas mener à la guerre mais à l’harmonie. Ainsi selon Jean-Baptiste Say, « une nation, par rapport à une nation voisine, est dans le même cas qu’une province par rapport à une autre province, qu’une ville par rapport aux campagnes : elle est intéressée à la voir prospérer, et assurée de profiter de son opulence ».
Ce fut aussi l’opinion défendue par John Maynard Keynes lors de la crise de 1929 où les gouvernements tentaient de se prémunir du chômage en l’exportant dans les pays étrangers (politique dite : beggar-my-neighbour policy). Selon lui, les mesures nuisant aux économies étrangères, nuisent en définitive à l’économie nationale.

### Pessimisme au sujet du commerce
Le concept même de guerre économique est critiqué par certains comme étant le signe d'une incapacité d'un pays ou d'une entreprise à s'adapter à la concurrence internationale, et ainsi à percevoir des actes de guerre économique dans ce qui est le fonctionnement normal d'un marché. Élie Cohen affirme ainsi que « il y a un vieux fond mercantiliste en France qui tend à voir dans les querelles commerciales l'ombre portée de la guerre économique, voire de la guerre par d'autres moyens ».
Paul Krugman estime que le concept de guerre économique dérive de la dangereuse obsession de la compétitivité et du désir de procurer des frissons :

« Tout d’abord, l’image de la compétition est plus excitante et le frisson fait vendre. Le sous-titre de l’énorme succès de librairie que fut l’ouvrage de Lester Thurow Head to Head est « La future bataille économique entre le Japon, l’Europe et l’Amérique » ; la quatrième de couverture annonce que « la guerre décisive du siècle a commencé […] et l’Amérique a peut-être déjà décidé de la perdre. »

Mais pour lui, la diffusion du concept de « guerre économique » est un vrai problème car elle menace les acquis du commerce international et risque de déboucher sur une guerre commerciale qui n’a pas lieu d’être :

« Un autre danger, beaucoup plus grave, serait que cette obsession de la compétitivité conduise à des conflits à propos du commerce international, voire à une véritable guerre commerciale. »

Les travaux théoriques de cet auteur ont cherché à montrer que la richesse nationale n'était pas liée à la compétitivité internationale d'un pays mais à sa seule productivité. Dès lors l'idée que la meilleure compétitivité des pays étrangers n'a pas d'effets négatifs sur la richesse intérieure.
Ce n'est pas à la guerre économique comme compétition entre états à laquelle s'est intéressé Joseph Schumpeter mais au risque d'une compétition acharnée et donc potentiellement nuisible entre entreprises. Il rejette l’idée que la concurrence exacerbée entre des entités économiques ayant pour fin la constitution de monopole ait quelque conséquence destructrice. Selon lui cette concurrence ne constitue pas une « guerre au couteau » nuisant à l’intérêt général.

#### Années 1960
- Raymond Aron, Paix et guerre entre les nations, Calmann-Lévy, 1962.

#### Années 1990
- Bernard Esambert, La guerre économique mondiale, Olivier Orban, 1991.
- Christian Schmidt (économiste), Penser la guerre, penser l'économie, Odile Jacob, 1991.
- Christian Harbulot, La machine de guerre économique, Economica, 1992.

#### Années 2000
- Éric Denécé et Claude Revel, L'autre guerre des États-Unis, Économie : les secrets d'une machine de conquête, Robert Laffont, 2005.
- Ali Laïdi et Denis Lanvaux, Les secrets de la guerre économique, Seuil, 2004.
- Christian Harbulot, La main invisible des puissances, Ellipses, 2007.
- Bernard Carayon, Patriotisme économique, de la guerre à la paix économique, Éditions du Rocher, 2006.

#### Années 2010
- Éric Delbecque et Christian Harbulot, La guerre économique, Presses universitaires de France, coll. « Que sais-je ? », 2010.
- Jean-Marc Huissoud et Frédéric Munier, La guerre économique, Presses universitaires de France, 2010.
- Thibault du Manoir de Juaye, Les robes noires dans la guerre économique, Nouveau Monde, 2011.
- Eric Bosserelle, La guerre économique, forme moderne de la guerre ?, Revue Française de Socio-Économie, Paris, La Découverte. 2011/2 (n° 8)
- Sous la direction de Christian Harbulot, Manuel d'intelligence économique, comprendre la guerre économique, Paris, PUF, 2015.
- Gagliano Giuseppe, Guerre et intelligence économique dans la pensée de Christian Harbulot, présentation Nicolas Moinet, Va Press 2016.
- Ali Laïdi, Histoire mondiale de la guerre économique, Paris, Perrin, 2016.
- Gagliano Giuseppe, L'école française de la guerre économique, Va Press, Versailles, 2018Va Press Editions
- Olivier de Maison Rouge, Penser la guerre économique. Bréviaire stratégique, Va Press, Versailles, 2018
- Christian Harbulot, L'art de la guerre économique, Va Press, Versailles, 2018
- Nicolas Moinet, Les sentiers de la guerre économique, Va Press, Versailles, 2018

#### Années 2020
- Guerre économique. Publication annuelle dans la collection Enquête et témoignages des Éditions du Nouveau Monde, en partenariat avec l’École de Guerre Économique.
  - Qui est l'ennemi ? Octobre 2022. ISBN : 9782380943207
  - Comment gagner ? Septembre 2023. ISBN : 9782380944433